# Маткор
Маткор (Mathcore, або Mathematical Hardcore) — ритмічно ускладнений і дисонансний стиль металкору, що виник внаслідок поєднання джазових структур і атонального хаотичного хардкору. Бере початок у творчості таких гуртів як Converge, Botch, The Dillinger Escape Plan. Подібно до мат-року, маткор використовує нестандартні тактові розміри. Характерною особливістю є широке використання дисонансів, висока швидкість і віртуозність виконання. Деякі гурти асоціюються з грайндкором. В 1990-х багато гуртів, які зараз характеризуються як маткор, описувались терміном нойзкор.

## Історія
Альбом My War (1984) американського хардкор-панк гурту Black Flag виявився раннім передвісником маткору. Найбільш ранні записи гібриду мат-року і хардкор-панку містять гурти Rorschach, Starkweather, Converge, Botch. Вважається, що сам термін виник у зв'язку з виходом дебютного альбому «Calculating Infinity» (1999) гурту The Dillinger Escape Plan, який вважають першим в маткорі.

## Маткор в Україні
Через недостатньо високу популярність стилю в Україні виконавці зазвичай залишаються в андеґраунді, розраховуючи лише на власний ентузіазм. Одним із найвизначніших таких колективів є Daunhaus із Києва.

## Виконавці маткору
- Architects
- Botch
- Car Bomb
- Converge
- Daughters
- Exotic Animal Petting Zoo
- The Crinn
- The Dillinger Escape Plan
- The End
- The Number Twelve Looks Like You
- Ion Dissonance
- Iwrestledabearonce
- Protest the Hero
- PsyOpus
- Rolo Tomassi
- The Tony Danza Tapdance Extravaganza
- War from a Harlots Mouth
- ЗЛАМ